# モード・メンテン
モード・レオノーラ・メンテン（Maud Leonora Menten, 1879年3月20日 - 1960年7月26日）は、カナダの生化学者、医師。酵素反応速度論、組織化学に重要な業績を残した。有名なミカエリス・メンテン式にその名を刻んでいる。

## 生涯
オンタリオ州ポート・ラムトンに生まれる。トロント大学で医学を専攻し、1904年に B.A.、1907年に M.B.、1911年に M.D. を取得した。メンテンはカナダで M.D. を取得した最初期の女性の一人である。学位論文はシカゴ大学で書き上げた。当時カナダでは女性が研究に携わることが許されず、メンテンはそのためにアメリカ合衆国やドイツに渡って研究をすることを決心した。
1912年、メンテンはベルリンに移り、レオノール・ミカエリスと共同で研究し、1916年に Ph.D. を取得した。1923年から1950年までピッツバーグ大学に病理学者として勤務し、1951年から1953年までブリティッシュコロンビア医学研究所にフェローとして働いた。

## 業績
メンテンの最も有名な研究は、ヴィクトル・アンリ（Victor Henri）の初期の発見に基づきミカエリスと共同で研究した酵素反応速度論である。この研究で2人はミカエリス・メンテン式を導出した。また、メンテンはアルカリホスファターゼのアゾ染料カップリング反応を考案した。この反応は今日でも組織化学の分野で用いられている。また B. paratyphosus、S. scarlatinae、Salmonella ssp. から細菌毒素の特性を明らかにし、1944年にはタンパク質の電気泳動分離に初めて成功している。ヘモグロビンの性質、血糖値及び腎臓機能の調節に関する研究も行った。関節炎を患いながらも、メンテンは音楽家、画家としても熟練した才能を持ち、絵画は何回か展覧会に出展された。